# Tserenjav Enkhjargal
Tserenjav Enkhjargal (Mongools: Цэрэнжав Энхжаргал; 26 oktober 1984) is een Mongolisch voetballer die bij voorkeur als verdediger speelt.
Enkhjargal speelde in het seizoen 2003/04 voor Ulaanbaatar Mon-Uran en speelde daarna voor Ulaanbaatar United. In 2012 verruilde hij die club voor Erchim. Enkhjargal speelt sinds 2000 voor de nationale ploeg en heeft daarbij 26 wedstrijden gespeeld, waarvan zestien als basisspeler.